# Eutane nivea
Eutane nivea är en fjärilsart som beskrevs av George Francis Hampson 1905. Eutane nivea ingår i släktet Eutane och familjen björnspinnare. Inga underarter finns listade i Catalogue of Life.